# Сказка о царе Салтане (фильм)
«Сказка о царе Салта́не» — советский широкоформатный сказочный фильм режиссёра Александра Птушко по мотивам одноимённой сказки (1831) А. С. Пушкина, вторая (после мультфильма 1943 года) экранизация этого произведения.
Московская премьера состоялась 30 декабря 1966 года. В широкий прокат фильм вышел 15 мая 1967 года.

## Съёмки
Для летних натурных съёмок картины был выбран Крым — в районе Херсонеса на террасах пляжа «Солнечный» (ныне парк имени Анны Ахматовой) были выстроены декорации города царя Салтана и города-крепости царевича Гвидона с маковками церквей, с золотыми колымагами, с пушками на крепостных стенах и пристанью «с крепкою заставой»… С базы торпедных катеров в Севастополе были отобраны рослые моряки — тридцать три выходящих из моря богатыря. Этот и многие другие сказочные эпизоды основывались на кинотрюках и множестве приёмов комбинированных съёмок. Съёмочной группой была использована:

…россыпь оригинальных творческих решений, соединивших сразу несколько способов создания комбинированного изображения. В «Сказке о царе Салтане» — чудесное превращение лебедя в царевну, а царевича в шмеля (стоп-камера и короткие наплывы с заменой реального персонажа рисунком), выход из моря богатырей (перспективное совмещение, маска и контрмаска), остров Буян (макет, зеркальное отражение и последующая дорисовка).
— Дмитрий Масуренков, «Мастера визуальных эффектов» 2006
В эпизоде «Застывший город» киновед Нина Спутницкая позже усмотрела цитирование режиссёром киноавангарда, в частности — «Париж уснул» Рене Клера.

Шипят электродуговые лампы. Александр Птушко на высоком подъёмнике под панамой цвета хаки зорко следит за действом на площадке. Артисты в тяжёлых кафтанах и сарафанах, явно изнывая от жары, пытаются синхронно на миг застыть перед камерой. Но не всем это натурально удаётся, и «славный град» накрывает зычный глас режиссёра: «Олухи, бизоны! Вам что, замереть трудно?!»
Один дубль, второй, третий…
— Из воспоминаний Леонида Сомова, корреспондента «Слава Севастополя», побывавшего на съёмках «Застывшего города» в августе 1966
Есть в фильме и цитата из Сергея Эйзенштейна, с которым Птушко приятельствовал в 1930-е годы:

…в «Сказке о царе Салтане» [А. Птушко] по-своему воспроизводит патетическую монтажную фразу взревевших львов из «Броненосца «Потёмкин»: львов сыграли переодетые «под мрамор» пудели — собачек Птушко утянул в белые рейтузы и приспособил к мордочкам картонные маски. При этом в минуты роковые зверьки не только в страхе оживают и бросаются врассыпную, но и сочувственно плачут о тяжкой доле государя.
— Нина Спутницкая, «Искусство кино» № 5 2015
Начальный зимний эпизод народных гуляний снимался в  Подмосковных пейзажах.
Фильм снят на 70 мм киноплёнку (широкий формат) фабрики «Свема». 

## В ролях
- Владимир Андреев — царь Салтан
- Лариса Голубкина — царица
- Олег Видов — царевич Гвидон (озвуч. Виктор Рождественский)
- Ксения Рябинкина — царевна Лебедь (озвуч. Нина Гуляева)
- Сергей Мартинсон — опекун Салтана
- Ольга Викландт — сватья баба Бабариха (в титрах — О. Викланд)
- Вера Ивлева — ткачиха
- Нина Беляева — повариха
- Виктор Колпаков — 1-й дьяк
- Юрий Чекулаев — спальник
- Валерий Носик — челядинец
- Григорий Шпигель — градоправитель
- Евгений Майхровский — шут
- Яков Беленький — 1-й восточный корабельщик
- Борис Битюков — 1-й корабельщик/1-й боярин
- Сергей Голованов — 2-й корабельщик
- Александр Дегтярь — 3-й корабельщик
- Артём Карапетян — 2-й восточный корабельщик
- Юрий Киреев — 4-й корабельщик
- Григорий Михайлов — 5-й корабельщик
- Михаил Орлов — 6-й корабельщик
- Дмитрий Орловский — 7-й корабельщик / кузнец
- Гурген Тонунц — 3-й восточный корабельщик
- Владимир Ферапонтов — 4-й восточный корабельщик
- Николай Бармин — Черномор

## Съёмочная группа
- Сценарий: Александр Птушко при участии Игоря Гелейна
- Постановка: Александр Птушко
- Главные операторы: Игорь Гелейн, Валентин Захаров
- Художники-постановщики: Анатолий Кузнецов, Константин Ходатаев
- Композитор: Гавриил Попов
- Звукооператор: Мария Бляхина
- Художник по костюмам: Ольга Кручинина
- Комбинированные съёмки: оператор: Александр Ренков, художник: Зоя Морякова

## Музыка
Кроме оригинальной музыки Гавриила Попова, в фильме звучит мелодия «»Во саду ли, в огороде».
За лучшее музыкальное оформление фильма композитору Г. Попову присуждён диплом на III Всесоюзном кинофестивале в Ленинграде (1968).
Фильм восстановлен на «Мосфильме» в 2010 году.

## Комментарии
1. ↑  В мае 1967 года в прокат выпустили широкоэкранный вариант (на плёнке 35 мм)[1].